# Contea di Qiemo
La contea di Qiemo, nota anche come Cherchen o Qarqan in lingua uigura, è una contea dello Xinjiang soggetta all'amministrazione della prefettura di Bayin'gholin Mongol. La sua superficie è di 138645 km². Secondo il censimento del 2002, aveva una popolazione di 60 000 abitanti.
Il fiume accanto alla città di Qiemo è gelato per due o tre mesi durante l'inverno. Dai piedi delle montagne all'oasi di Qiemo c'è un dislivello di circa 1300 metri.

## Storia
L'attuale contea corrisponde all'incirca all'antico regno di Qiemo (且末) citato nel Libro degli Han e nel Libro degli Han posteriori. Secondo il primo, durante i primi tempi della dinastia Han la città contava 230 famiglie e 1 610 abitanti, di cui 320 in grado di maneggiare armi.